# Solomon Islands Broadcasting Corporation
Solomon Islands Broadcasting Corporation (SIBC, früher Solomon Islands Broadcasting Service, SIBS) ist der offizielle Radio broadcaster of Solomon Islands. SIBC ist nach eigenem Verständnis ein öffentlicher Rundfunksender.

## Geschichte
Erste Radiosender in den Salomonen wurden durch die amerikanischen Armed Forces Radio in den damaligen British Solomon Islands in den 1940ern während des Zweiten Weltkriegs, als militärische Einheiten der Amerikaner landeten, um die Inseln von den Japanern zu befreien.
Nach dem Krieg betrieb das amerikanische Militär kurzzeitig eine Station des Mosquito Radio Network. Kurzwellenrundfunk in den Britischen Salomonen begann 1956. Die Solomon Islands Broadcasting Corporation wurde 1976 gegründet und ersetzte das Solomon Islands Broadcasting System (SIBS). Die ersten Fernsehübertragungen wurden 1992 gesendet.

## Ziele
In den Zielen von SIBC ist die „ERmöglichung von Bildungsprogrammen“ („facilitate educational programs“), „Aufnahme und Förderung lokaler und zeitgenössischer Musik“ („record and promote local and contemporary music“) und „die Förderung von Einheit in einer Inselnation aus zerstreute Inseln und diversen Kulturen“ („promote unity in a scattered island nation with diverse cultures“).

## Struktur
SIBC betreibt zwei nationale Radiostationen: Radio Happy Isles und Wantok FM, sowie die lokalen Stationen, Radio Happy Lagoon in Western Province und Radio Temotu in Temotu.
SIBC überträgt auf den Frequenzen MF bei 1035 kHz und HF bei 5020 kHz.
2014 beauftragte SIBC die internationale Werbeagentur Consulting Panel (T Plus One Media) eine neue Homepage mit Digital-Strategie und integriertem Livestreaming-Radio aufzubauen.